# احسان‌الدین چودری
ای. اف. ام. احسان‌الدین چودری (انگلیسی: A. F. M. Ahsanuddin Chowdhury؛ زادهٔ ۱ ژوئیهٔ ۱۹۱۵ – درگذشته ۳۰ اوت ۲۰۰۱) یک سیاست‌مدار اهل بنگلادش بود. وی از ۲۷ مارس ۱۹۸۲ تا ۱۰ دسامبر ۱۹۸۳ رئیس‌جمهور این کشور بود.